# Friedrichsgabekoog
Friedrichsgabekoog ist eine Gemeinde im Kreis Dithmarschen in Schleswig-Holstein. Die Gemeinde besteht aus sechs Straßen und hat mehr Windkraftanlagen als Einwohner.

## Geographie

### Geographische Lage
Das Gemeindegebiet des Friedrichsgabekoogs erstreckt sich im Naturraum Dithmarscher Marsch östlich von Büsum. Es umfasst vollständig den Koog gleichen Namens.

### Gemeindegliederung
Der Friedrichsgabekoog ist siedlungsgeographisch eine Streusiedlung. Zu dieser gehören die Hofsiedlungen Osthof, Wasmershof und Westhof.

### Nachbargemeinden
Direkt angrenzende Gemeindegebiete vom Friedrichsgabekoog sind:
| Reinsbüttel       | Wesselburener Deichhausen                   | Wesselburener Deichhausen |
| Oesterdeichstrich | Kompassrose, die auf Nachbargemeinden zeigt | Wöhrden                   |
| Warwerort         | Nordermeldorf                               | Nordermeldorf             |

Sie befinden sich allesamt im Kreis Dithmarschen.

## Geschichte
Der Koog wurde 1714 eingedeicht und sollte ursprünglich die Landverbindung zwischen Wesselburen und Büsum schützen.
Der Friedrichsgabekoog hieß ursprünglich Wasmerskoog.
Mit der Niederlage in der Letzten Fehde von 1559 verlor die de-facto-Bauernrepublik Dithmarschen ihre Unabhängigkeit und wurde unter den Siegern aufgeteilt. An den dänischen König Friedrich II. fiel der südliche Teil mit der Hauptstadt Meldorf, an den Schleswig-Holsteiner Herzog Adolf I. der nördliche Teil mit Lunden, das hierbei seine Stadtrechte verlor, und an seinen Bruder Johann den Älteren der Mittelteil um den Ort Heide. Als letzterer 1580 sechzigjährig und kinderlos verschied, ging dessen Gebiet zu gleichen Teilen an die beiden Erstgenannten über. So entstanden die Landschaften Norder- und Süderdithmarschen, die 1867 nach der Inkorporation Schleswigs und Holsteins in das Königreich Preußen als Landkreise weitergeführt wurden und erst am 26. April 1970 zum jetzigen Kreis Dithmarschen wieder vereint wurden.
Schon kurze Zeit nach der Unterwerfung wurden vor der Deichstrecke Meldorf-Barlt-Marne neue Ländereien eingedeicht. Diese gelangten in den Besitz der Außendeichanlieger. Verwalterisch wurden sie der anliegenden Bauerschaft der jeweiligen Kirchspielslandgemeinde angegliedert. Das sollte sich aber bald ändern.
Der dänische König Friedrich IV. ordnete 1667 an, dass die Außendeichflächen zukünftig dem König zur Nutzung zu überlassen sind, König Christian der V. erklärte schließlich mit Bescheid vom 30. Dezember 1671, dass zukünftig die Anwächse vollständig dem Fürsten als Landesherrn und damit de facto ihm, dem König, zustehen.
Danach verkaufte der jeweilige König als Landesherr in der Regel seine Ansprüche auf das Vorland an einzelne Personen, meistens mit der Auflage versehen, die Gebiete innerhalb einer bestimmten Frist einzudeichen (oktroyierte Köge). Als Anreiz für die Interessenten wurden besondere Privilegien (Oktroy) bewilligt, wie die Befreiung von gewissen öffentlichen Abgaben, Einräumung des Rechts, Verwaltungs- und Gerichtssachen selbst zu entscheiden.
Räumlich gehörte das Gebiet des zukünftigen Koogs zu 7/10 zur Landschaft Süderdithmarschen (königlicher Teil) und lag zu 3/10 auf herzoglichen Gebiet.
Im Jahre 1714 ließen der königliche Vizekanzler Johann Jacob von Wasmer und zwei andere Personen den Friedrichsgabekoog aus eigenen Geldmitteln eindeichen. Somit kann der Koog im Jahre 2014 sein 300-jähriges Jubiläum feiern, was inzwischen auch Beschlusslage der Gemeindeversammlung ist.
Von ihren Landesherren waren ihnen weitgehende Sonderrechte eingeräumt worden. Für den königlichen Teil waren solche aber damals schon dem Oberkammersekretär Ernst Ulrich Dose, Vater des aus Friedrichsgabekoog stammenden späteren Architekten und Baumeister Cay Dose, mit Oktroi vom 14. Juni 1701 von König Friedrich IV. für dieses Gebiet zugestanden worden. Dem neu eingedeichten Koog wurde zunächst der Name "Wasmerskoog" gegeben, später wurde ihm sein noch heute geltender Name "Friedrichsgabekoog" erteilt und erinnert damit an den historischen Hintergrund zur Entstehung dieses Kooges.
Neben gewissen Steuerbefreiungen wurden den Einwohnern Jagd-, Fischerei- und Gewerbefreiheit, vor allen Dingen aber auch eine eigenständige Gerichtsbarkeit in Zivil- und Kriminalangelegenheiten mit einem Appellationsrecht an die Glückstädter Kanzlei zugesichert.
Die Einwohner besaßen auch ein eigenes Polizeiwesen, eine selbständige Verwaltung und das Recht sich einen Inspektor als Aufsichtsbeamten über das Justiz-, Deich-, Siel- und Wegewesen frei zu wählen.
Der Koog führte also zu damaliger Zeit neben der Landschaft Süderdithmarschen ein kommunales Eigenleben. Dies wurde erst mit der Eingliederung in Preußen beseitigt. Dafür durfte der Koog einen eigenen Vertreter in den nun zuständigen Kreistag Norderdithmarschen entsenden.
Aus dieser Vorgeschichte sind auch heute noch einige Besonderheiten in kommunalen Angelegenheiten zu verstehen.

## Politik
Die Gemeinde hat eine Gemeindeversammlung anstelle einer Gemeindevertretung, dieser gehören alle Einwohner der Gemeinde an. Dies gilt nach § 54 der schleswig-holsteinischen Gemeindeordnung für alle Gemeinden mit weniger als 70 Einwohnern.

## Religion
Friedrichsgabekoog gehört zur evangelisch-lutherischen Kirchengemeinde Wöhrden.

## Verkehr
Die Bundesstraße 203 zwischen Heide und Büsum verläuft direkt durch den Koog.

## Söhne und Töchter der Gemeinde
- Cay Dose (um 1700–1768), Architekt
- Hermann Kahlcke (1838–1913), Reichstagsabgeordneter
- Bernhard Pünjer (1850–1885), evangelischer Theologe

## Einzelnachweise

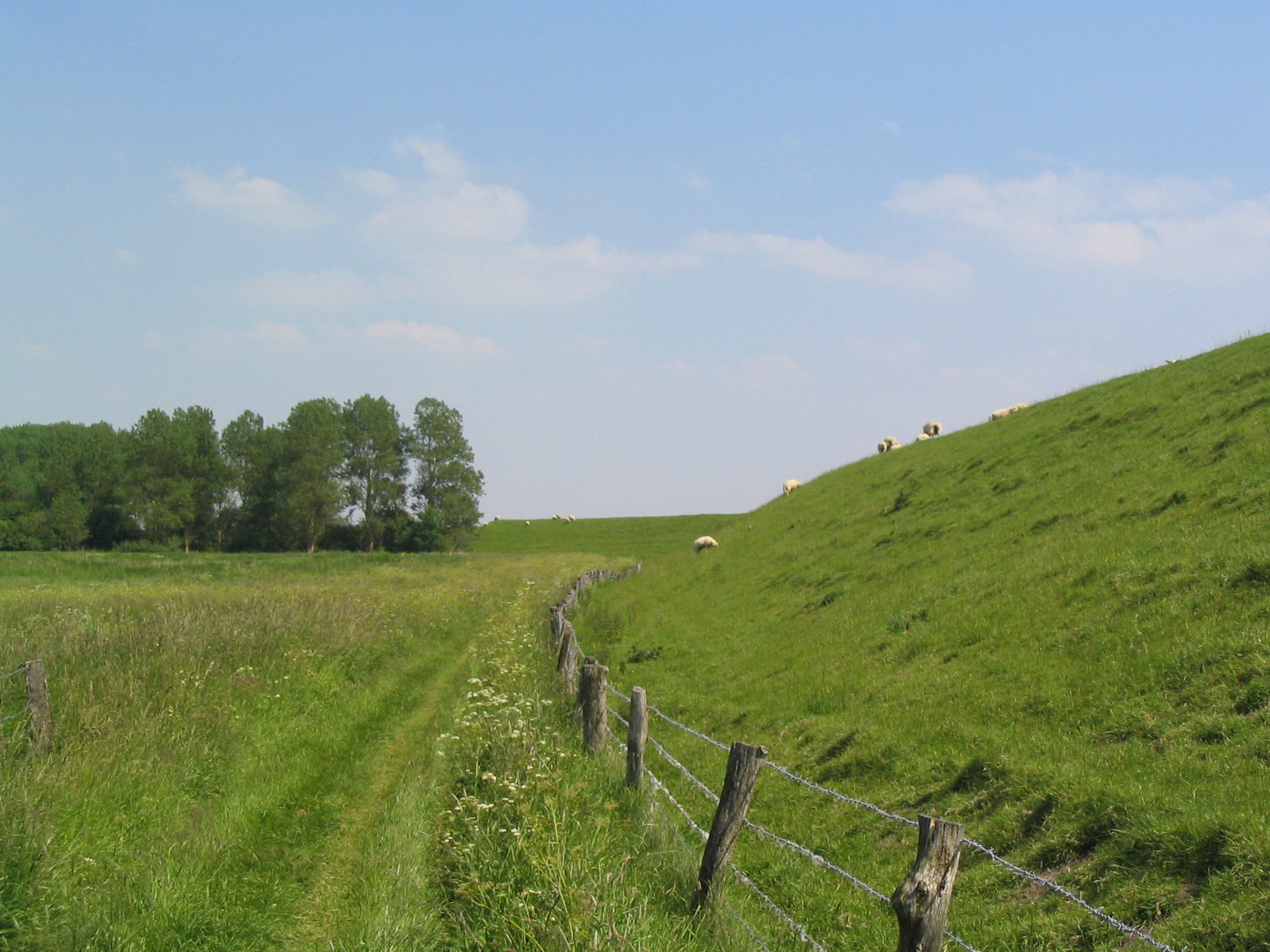
Alter Deich Friedrichsgabekoog (Landseite) mit deutlich steilerem Deichprofil als heute üblich